# Wilhelm Gottfried Ploucquet

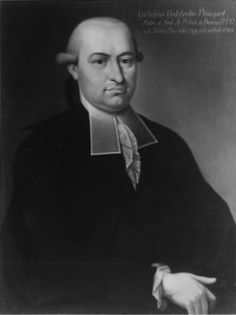
Wilhelm Gottfried Ploucquet in der Tübinger Professorengalerie

Wilhelm Gottfried Ploucquet (* 20. Dezember 1744 in Rötenberg; † 12. Januar 1814) war ein württembergischer Arzt und Rektor der Universität Tübingen.

## Leben und Wirken
Wilhelm Gottfried Ploucquet kam als Sohn des Philosophen und Logikers Gottfried Ploucquet 1744 in Rötenberg zur Welt. Er studierte in Tübingen Medizin und wurde dort Grund seiner Dissertation de vi corporum organisatorum assimilatrici 1766 promoviert. 1776 wurde er zum Mitglied der Leopoldina gewählt. Im Jahre 1782 wurde er zum ordentlichen Professor der Medizin an der Universität Tübingen ernannt und verblieb in dieser Stellung bis zu seinem Tod. Am 8. September 1797 traf er mit Johann Wolfgang von Goethe anlässlich seines Besuches in Tübingen zusammen.
Ploucquet ist unter anderem durch zwei literarische Arbeiten bekannt: 1782 und 1787 erschien seine kleine Schrift nova pulmonum docimasia, in der er die von ihm gelehrte Methode der Lungenprobe zur wissenschaftlichen Feststellung des verbrecherischen Todes von Neugeborenen veröffentlichte und damit einen äußerst wichtigen Beitrag zur forensischen Medizin lieferte. 1793–1800 erschien sein groß angelegtes, leider unvollständiges und nicht verlässliches bibliographisches Werk Initia bibliothecae medico-practicae realis, sive Repertorium med.-practicum et chirurgicum reale zunächst in 12 Bänden und 4 Supplementbänden, und als Fortsetzung erschien 1808, 1809 und 1814 Litteratura medica digesta in vier Bänden und einem Supplementband.
Außerdem hat Ploucquet zahlreiche kleinere medizinische und tiermedizinische Abhandlungen, Lehrbücher und Schriften veröffentlicht, die allerdings keine größere Bedeutung haben. In vielen seiner Abhandlungen hat er sich mit praktischen Fragen des menschlichen Alltags und dessen Verbesserung beschäftigt, dabei schlug er zum Teil sehr originelle Maßnahmen vor.

## Schriften (Auswahl)
- Anweisung wie man ohne Früchten mit geringen Kosten sich dannoch ernähren könne. Fues, Tübingen 1771 (online).
- Ueber die physischen Erfordernisse der Erbfähigkeit der Kinder. Heerbrandt, Tübingen 1779 (online).

- Warnung an das Publikum für einen in manchen Brannteweinen enthaltenen Gift. Samt den Mitteln es zu entdecken und auszuscheiden. Heerbrandt, Tübingen 1780 (online).
- Vollständiger Roßarzt oder Unterricht die Krankheiten der Pferdezu erkennen und zu curiren. Mit angehängtem Recept-Buch. Heerbrandt, Tübingen 1781 (online).
- Noch eine Meynung über die Frage: Welches sind die beste ausführbare Mittel, dem Kindermord Einhalt zu thun? Heerbrandt, Tübingen 1783 (online).

- Von der unblutigen Abnehmung der Glieder. Heerbrand, Tübingen 1786 (online).
- Abhandlung über die gewaltsame Todesarten. 2. Auflage. Heerbrandt, Tübingen 1788 (online).

- Ueber den Holzmangel, und die Mittel, ihm abzuhelfen. Heerbrandt, Tübingen 1790 (online).

- Ueber die Hauptmängel der Pferde. Sowohl fuer Pferdeliebhaber und Haendler, als vornehmlich fuer Rechtsgelehrte, in Ruecksicht der dahin eingeschlagenen Processe. Cotta, Tübingen 1790 (online).

- Unfehlbares Mittel den Bücher-Nachdruk zu verhindern. Zum Besten rechtmässiger Verleger und der Schriftsteller. Heerbrandt, Tübingen 1790 (online).

- Mittel, Wohnungen und andere Gebäude unverbrennlich zu machen samt andern Anstalten gegen Feuersbrünste. Tübingen 1791 (online).
- Aufmunterung zu Versuchen wirksamer Mittel gegen die herrschende Hornviehseuche. Tübingen 1796 (online).
- Belehrung über die Hornviehseuche. An die Landleute gerichtet. Cotta, Tübingen 1796 (online).
- Der Arzt, oder über die Ausbildung, die Studien, Pflichten, Sitten, und die Klugheit des Arztes. Cotta, Tübingen 1797 (online).

- Das Wasserbett. Cotta, Tübingen 1798 (online).
- Neuere Erfahrungen über die Hornviehseuche wie sie im Herbst 1799 in der Reichsstadt Reuttlingen behandelt wurde. Heerbrand, Tübingen 1799 (online).

- Vorschlag zu einer schiklicheren und allgemein annehmbaren Zeitrechnung. Heerbrandt, Tübingen 1800 (online).

- Vorschlag, den Hopfenbau ohne Stangen zu betreiben. Tübingen 1802.

- Beschreibung eines sichern, bequemen und eleganten Schwimmgürtels. Heerbrandt, Tübingen 1805 (online).